# Monte Porzio Catone
Monte Porzio Catone une commune italienne d'environ 8 630 habitants (2020), située dans la ville métropolitaine de Rome Capitale, dans la région du Latium, en Italie centrale.

## Histoire
Monte Porzio Catone tire son nom de Porcio Catone le jeune qui ici y avait une villa. Il est situé sur une colline couronnée d'un village pittoresque fondé par Grégoire XIII (Boncompagni) dont les armes se voient au-dessus de la porte cochère et la route passe au travers d'un palais qui appartint aux Borghese. 
Entre Monte Porzio Catone et Tusculum eut lieu le 29 mai 1167 la célèbre bataille de Prataporci.

## Monuments et patrimoine
- Les villas tuscolanes :  villa Mondragone, villa Vecchia et villa Barco Borghese.
- Les ruines du Tusculum proches de Monte Porzio Catone.

### L'église
L'église fut bâtie en 1666 par Rinaldi pour le prince Gino Battista Borghese et fut consacrée en 1756 par le cardinal d'York, dédie à Grégoire Ier. À l'époque de la destruction de Tusculum il existait déjà en ce lieu un sanctuaire appelé St. Antonino in Monte Porculo. À gauche de l'église, sous l'autel, se trouve le corps de saint Laconilla qui fut découvert en 1783 à Rome dans les catacombes de St. Ciriaco et transféré en cette église. Le tableau du maître-autel est de Brandi et celui de St. Antonin de Ciro Ferri. Saint Antonin (Syrie - IIIe siècle) est le patron de cette église et l'on célèbre sa fête le 2 septembre.

### L'ermitage de Camaldoli

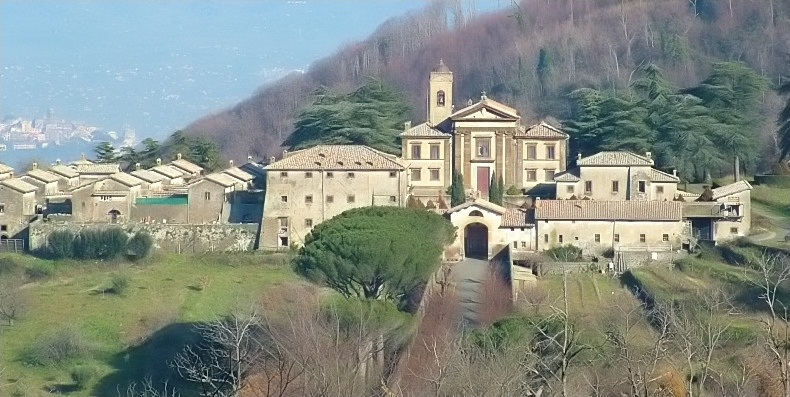
Ermitage de Monte Porzio Catone

L'ermitage a été fondé par Paul V en 1611 pour la « Congregatio Eremitarum Camaldulensium Montis Coronae. » Les vénérables moines vêtus de blanc de la tête aux pieds, avec leurs cheveux rasés et leur barbe flottante, sont très pittoresques. Chaque moine a sa petite maison et son jardin qu'il cultive lui-même, de sorte que vu à distance, Camaldoli ressemble à un petit village. Les moines ne mangent jamais de viande, et ils prennent leur repas chacun dans sa cellule, mais aux grandes fêtes ils dînent ensemble. Les messieurs seuls peuvent visiter ce couvent.

### L'observatoire astronomique
L'observatoire astronomique est l'un des trois sites de l'Observatoire de Rome, devenu  lieu de rendez-vous des amateurs des étoiles, des questions interstellaires et de la galaxie.

## Personnalité liée à la commune
- Camillo Laurenti 20 novembre 1861, cardinal italien
- Sandro Donati (14 juin 1947)

## Administration
| Période                                  | Période | Identité | Étiquette | Qualité |
| ---------------------------------------- | ------- | -------- | --------- | ------- |
|                                          |         |          |           |         |
| Les données manquantes sont à compléter. |         |          |           |         |

### Hameaux
- Selve di Mondragone

### Communes limitrophes
Frascati, Grottaferrata, Monte Compatri, Romagnano al Monte

## Jumelages
- Saint-Michel-l'Observatoire (France)